# Bazedoxifeno

Estrutura química do bazedoxifeno

O bazedoxifeno é um fármaco utilizado pela medicina como tratamento da osteoporose pós-menopausa. Este medicamento é um modulador seletivo do receptor de estrogênio de terceira geração.